# РККВФ во время советско-польской войны
Рабоче-Крестьянский Красный воздушный флот (РККВФ) начал создаваться в мае 1918 года и организационно состоял из отдельных авиационных отрядов, входивших в окружные Управления воздушного флота, которые в сентябре 1918 года были переформированы во фронтовые и армейские полевые управления авиации и воздухоплавания при штабах фронтов и общевойсковых армий.

## РККВФ Западного фронта в 1919 году
В состав авиации Западной армии (с марта 1919 Западного фронта) входили 8-й, 17-й и 38-й разведывательные, а также 3-й артиллерийский авиаотряд и 4-й дивизион истребителей (10-й, 11-й и 12-й истротряды). 4-й дивизион под командованием военлёта Студзинского был сформирован в Москве в конце 1918-го на базе бывшей 4-й боевой авиагруппы. В январе 1919-го его отправили в только что освобожденный от немцев Минск. Затем из состава дивизиона выделили 12-й истротряд, придав его Интернациональной дивизии, воевавшей под Вильно. До середины апреля 12-й отряд осуществлял воздушную охрану Вильно. Несколько раз его пилоты взлетали на перехват польских разведчиков, появлявшихся над городом. 13 апреля на смену 12-му истротряду в Вильно прибыл 3-й артиллерийский, летчики которого произвели в мае – июне несколько вылетов на разведку с аэродрома в Двинске (к этому времени Вильно было занято поляками).
Поляки, заняв значительную часть Белоруссии, прекратили наступление, и с лета 1919-го Западный фронт утратил в глазах советского руководства первостепенное значение. На нём оставалось лишь несколько авиаотрядов, никак себя не проявивших. В ноябре с наступлением холодов боевые действия советской авиации прекратились.

## Силы и задачи РККВФ фронтов
К июлю 1920 года на Западном и Юго-Западном фронтах для борьбы с польскими войсками был сосредоточен 51 авиаотряд (210 самолётов или 73% всей советской авиации Отряды укомплектовывались однотипными самолётами и сводились в эскадрильи: Салтановская (7 отрядов, 43 самолёта), Могилёвская (4 отряда, 11 самолётов), Мозырская (2 отряда, 9 самолётов). Для поддержки 1-й Конной армии была создана специальная авиагруппа.
На Западном фронте в составе военно-воздушных сил Красной Армии насчитывалось 67 истребительных и 27 разведывательных самолётов. С началом наступления войск фронта число действующих самолётов возросло за счет авиационных отрядов, переброшенных из глубины страны и находившихся там после ликвидации Восточного фронта. Основной задачей воздушного флота стала разведка, фоторазведка, сброс агитационных листовок и по возможности борьба с авиацией противника и поддержка с воздуха сухопутных войск.

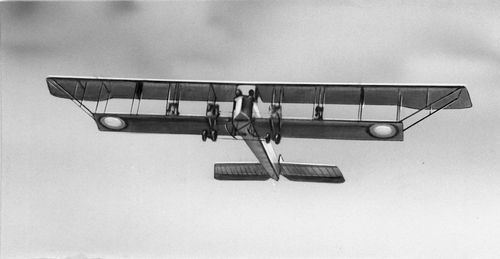
«Илья Муромец» в полёте

Советская авиация располагала самолётами, оставшимися ещё со времени 1-й мировой войны. Это были устаревшие типы самолётов, в основном «ньюпоры» и «сопвичи», с небольшим радиусом действия, прошедшие по несколько раз ремонт. Самолёты других моделей насчитывались единицами. Средняя скорость полёта самолётов не превышала 120—150 км/ч.
Польская авиация в своем составе имела самолёты, которые ей достались из остатков русской, германской и австрийской армий. Это были «брандербурги», «эльфауге», «альбатросы», «гальберштаты» и др. Из новейших типов польское правительство закупило у французов самолёты «бреге», «ньюпоры» последних серий и «спады». При уходе из Польши итальянских авиационных отрядов поляки купили у них несколько самолётов «LVG» и «капрони».

## Участие в Мозырьской операции
К началу боевых действий на мозырьском направлении авиация Красной Армии совершила всего четыре полёта с разведывательными целями но в апреле здесь работало уже четыре авиационных отряда. Разведчики, выполнявшие разведку с бомбометанием, выполнили 14 полётов. Истребители выполняющие задачу барражирования в сопровождении разведчиков выполнили 30 полётов.
С отходом советских войск за Днепр внимание авиации было приковано в основном к району Речица. Всего с 10 марта по 20 мая было выполнено 66 разведывательных полётов. За этот же период было сброшено 506 кг бомб. Объектами для бомбометания являлись скопления войск в тылу противника, его штабы и обозы. На истребителей также возлагалась задача разбрасывания агитационной литературы. Обычно в один полёт бралось до 8 кг литературы, примерно около 1000 листовок.
Авиация Красной Армии плохо взаимодействовала с войсками, в отличие от польской авиации. В Мозырьской операции красным летчикам приходилось не раз сталкиваться с польскими летчиками.

## Участие в летнем наступлении
Основная группировка авиации Красной армии создавалась в 16-й армии, которая должна была наносить удар на игуменско-минском направлении. Всего в 21-м авиационном отряде на Западном фронте имелось 136 исправных и 84 неисправных самолётов. К этому времени поляки имели на Западном фронте 7 эскадр в составе 60 самолётов на фронте и 50 самолётов в резерве.
Авиация Западного фронта до 19 мая вела тщательную подготовку своих будущих боевых действий. В день начала наступления было выпущено шесть очередей 40 самолётов. Во избежание катастроф в воздухе и при посадках все маршруты авиационных групп были точно указаны, было регламентировано время вылета и время посадки.
Истребители Красной армии установили постоянное дежурство в 3-5 км от передовых частей наших войск, что позволило парализовать польскую авиацию и загнать её на свою территорию. Летчики, желая оказать помощь своим войскам, часто не могли отличить расположение своих войск от расположение частей противника. Поэтому задачи на бомбометание и пулеметный обстрел противника ставились в глубине расположения поляков. Таким образом, успех воздушной атаки наших самолётов не мог быть использован пехотой и через 1-2 терял свое значение.
Практически вся работа советской авиации проводилась на самолётах системы «ньюпор». Потери этих самолётов отмечались редко, в то же время поляки, летающие на немецких самолётах «LVG», потеряли несколько самолётов. Однако продуктивность работы «ньюпора» снижалась вследствие нехватки горючего и патронов. Работа авиации сводилась в основном к разведке и участию в бою во взаимодействие с пехотой.
В майском наступлении Западного фронта впервые выявилась необходимость массированного применения авиационных средств. При этом требовалось наличие хорошей связи со штабами полков и бригад, чтобы в момент вылета самолёта точно знать, где находятся части противника, а где свои войска. При наличии хорошей связи с пехотой летчики оказывали ей огромную услугу, снижаясь до пулеметного обстрела противника на 300—400 м.
Сухопутные части польской армии не выдерживали пулеметного огня советских самолётов. На игуменском направлении поляки, после атаки советских самолётов, отошли на 3-4 км. Летчики Красной Армии поднимались в воздух по три раза в день, рассеивая кавалерию и скопление пехоты противника.
К началу июльского наступления из 236 самолётов, только 110 было исправных, годных к боевой работе. Было сбито 4 польских самолёта. Активно велась авиаразведка. В июльском наступлении Западного фронта основную боевую работу вела авиационная эскадрилья при 16-й армии. Эскадрилья была укомплектована сильно изношенными «ньюпорами». Командующий 16-й армии придал эскадрилье три самолёта «Илья Муромец», поставив им задачу постоянного налета на Минск, где находился штаб польской армии, и наблюдения за железнодорожными линиями.
4 июля эскадрилья, в целях подготовки форсирования р. Березины, провела разведку и фотографирование ближайшего тыла поляков. 5 июля семь самолётов эскадрильи провели фотографирование окопов в районе Жерновка, Березино, также были сброшены бомбы и литература. 6 июля из-за дождя летало только два самолёта.
В ночь с 6 на 7 июля 16 армия начала наступление и форсировала р. Березину. Эскадрилья проводила бомбометание и обстрел пулемётным огнем польские позиции и бомбила отступающие польские части в районе Котова, Дробовики, Рачки.
Самолёты обстреливали скопления отходящих обозов и войск противника. Летчики снижались до 200 м и пулеметным огнем разгоняли обозы и людей, содействуя продвижению советской пехоты. Пехота не начинала атаку до появления самолётов. Летчики один за другим снижались до 100 м пикировали и обстреливали позиции поляков, совершенно дезорганизовывая противника, сидевшего в окопах.

## Участие в арьергардных боях
После разгрома под Варшавой, уцелевшие части РККА начали стремительное отступление на восток. Из общего числа 273 самолётов, состоящих на вооружении Красной Армии на польском фронте, только 73 находились непосредственно в авиационных отрядах и только 22 самолёта были пригодны к боевой работе. Боеспособность авиации была понижена также вследствие переброски на врангелевский фронт шести лучших авиационных отрядов. В это время на долю авиации выпала задача — обеспечить эвакуацию по железной дороге Барановичи — Минск, затруднить передвижение ударных частей противника и дать возможность нашим армиям сделать необходимую перегруппировку.
29 сентября 1920 года, при начавшемся отступлении красных войск, штаб воздушных сил Западного фронтах, приказывает в трехдневный срок сформировать из неиспользованных в армии и отправленных в Минск авиационных отрядов воздушную эскадрилью Западного фронта. Создаваемая эскадрилья должна была защитить подступы к Минску и обеспечить планомерную эвакуацию по железной дороге Барановичи-Минск. 2 октября 1920 года эскадрилья начала свою боевую работу. Обстановка на минском направлении все более осложнялась и в начале октября на ст. Барановичи уже стоял штаб польской пехотной дивизии и на подводах подтягивались польские пехотные части.
Эскадрилья получила задание провести разведку района Барановичи. К вечеру 2 октября эскадрилья в составе семи самолётов вылетела для выполнения задания. Была проведена бомбардировка ст. Барановичи. Бомбардировкой были разрушены станционные постройки и в нескольких местах полотно железной дороги. Кроме того, были разогнаны обозы, скопившиеся на станции и разгромлен штаб 14-й польской пехотной дивизии. У деревни Миловидны и по всем дорогам в районе станции польская пехота была рассеяна бомбами и пулеметным огнем. В результате таких действий авиации произошла задержка наступления польской армии на несколько часов. Однако полякам удалось укрепить свои позиции и ввести в прорыв конницу. Путь на Минск был свободен и польское командование планировали к вечеру 4 октября захватить Минск.
Для защиты подступов к Минску была брошена эскадрилья Красной Армии, воздушной разведкой было установлено, что разъезды противника уже достигли ст. Фаниполь, а у ст. Койданово находится большая кавалерийская группа. Эскадрилья в полном составе вылетела для атаки конницы. Снизившись на 300—400 м летчики атаковали польские части, забрасывая их бомбами и обстреливая из пулемётов. В результате воздушной атаки движение польских войск замедлилось, а войска КА, использовав замешательство противника, уничтожили остатки прорвавшихся частей поляков. Эта воздушная атака авиации Красной Армии заставила польское командование произвести перегруппировку своих частей и подвести более серьёзные подкрепления. Эти действия польской стороны существенно улучшило положение красных войск.

## Результаты
В ходе войны всего было совершено 2100 самолёто-вылетов. Советские лётчики провели более 30 воздушных боёв.